# 約赫山
47°37′33″N 11°22′18″E / 47.62583°N 11.37167°E

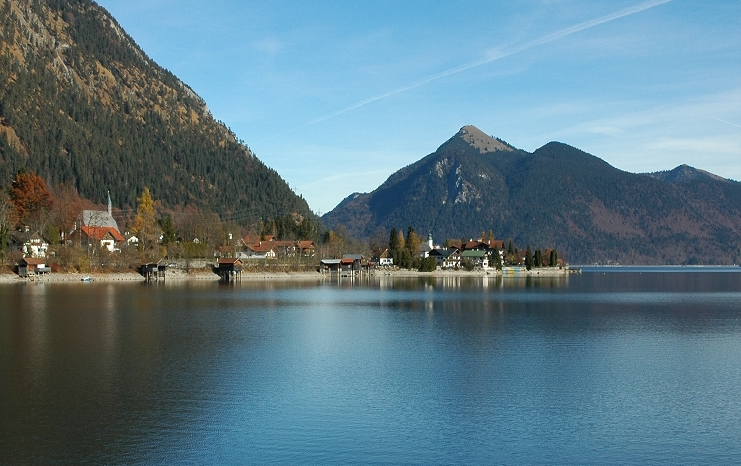

約赫山（德語：Jochberg）是德國巴伐利亚州的山峰，位於該國東南部，屬於巴伐利亞前阿爾卑斯山脈的一部分，距離黑措格施坦德山4.5公里，海拔高度1,565米。